# Mordellistena bambyrea
Mordellistena bambyrea es una especie de coleóptero de la familia Mordellidae.

## Distribución geográfica
Habita en el Senegal.